# Joël Fréchet
Joël Fréchet est un footballeur français né le 27 octobre 1965  à Jallieu (Isère). Il jouait au poste de milieu de terrain.

## Biographie

### Formation et débuts
D'origine iséroise, Joël Fréchet commence à faire parler de lui en juin 1979. Alors qu'il joue à l'AS Saint-André-le-Gaz, il atteint avec l'équipe de la Ligue du Lyonnais la finale de la Coupe nationale des minimes, disputée au Parc des Princes en lever de rideau de la finale de la Coupe de France. Surclassé, Joël Fréchet est un des plus jeunes éléments d'une équipe dont les têtes d'affiche sont Laurent Fournier et Stéphane Paille. Le mois suivant, il est appelé en équipe de France scolaires pour un stage de détection à l'INSEP. Le même été, il rejoint le FCAS Grenoble. Après avoir disputé une deuxième fois la première phase de la Coupe nationale des minimes, il joue son premier match international avec l'équipe de France minimes, le 1er mai 1980 contre le Portugal. Le mois suivant il remporte la Coupe nationale des minimes avec la Ligue du Lyonnais. Capitaine d'une formation où figure Rémi Garde, il permet à son équipe de s'imposer 4 à 0 face à la Ligue Atlantique, dans un match de nouveau disputé au Parc des Princes. Peu après, il intègre le centre de formation de l'Olympique lyonnais. Régulièrement appelé en sélection nationale, il dispute avec l'équipe de France scolaires le Tournoi de Montaigu en 1981. Capitaine de l'équipe de France cadets en 1982, il assiste aux débuts d'Éric Cantona en sélection. En avril 1983 il remporte le Tournoi de Cannes avec les juniors A2. En mai de la même année il est surclassé avec les juniors A1 et remporte l'Euro des moins de 18 ans en Angleterre, après avoir totalisé 27 sélections dans les équipes de France de jeunes.
Il joue son premier match en première division le 12 septembre 1981 contre Saint-Étienne, à l'âge de 15 ans, 10 mois et 16 jours. Il est le plus jeune joueur de l'OL à avoir débuté en Ligue 1 et le deuxième plus jeune joueur à avoir évolué dans l'élite, le record appartenant à Laurent Paganelli, âgé de 15 ans, 10 mois et 3 jours,. Il est sous contrat aspirant de 1981 à 1983. En 1983 il atteint les demi-finales de la Coupe Gambardella, battu aux tirs au but par le FC Sochaux, futur vainqueur. Il signe un contrat stagiaire lors de l'été 1983.

### Carrière professionnelle
Joël Fréchet remporte le titre de champion de France de Division 2 en 1989 avec ce club, disputant un total de 179 matchs avec Lyon (toutes compétitions confondues). Il joue par la suite dans plusieurs autres équipes, disputant notamment 36 matches en Division 1 avec le club de Montpellier.
En 1996 il atteint les quarts de finale de la Coupe de France avec Valence, marquant le but vainqueur lors d'une victoire 1-0 face au Stade lavallois.
En juin 1996, laissé libre par Valence malgré une bonne saison, il a des contacts inaboutis avec le MUC 72 de Thierry Froger. Il participe finalement en juillet 1996 à Clairefontaine au stage de l'UNFP destiné aux joueurs sans contrat. Il rencontre à cette occasion le Stade Lavallois en match amical, et y signe un contrat d'un an une semaine plus tard. Il devient un élément essentiel de l'équipe de Denis Troch, disputant au poste de meneur de jeu 73 matches en deux saisons, notamment une demi-finale de Coupe de France contre Nice en 1997.

### Reconversion
En 1998-1999 il effectue une saison au niveau amateur au FC Gaillard. En parallèle il fait partie de la première équipe de France de futsal, qui participe aux qualifications pour l'Euro 99 de futsal. De retour au Stade lavallois en 1999, il devient entraîneur adjoint de l'équipe première le 1er septembre 1999, et joue en parallèle avec l'équipe C du Stade lavallois en DH.
Il obtient en 2000 le certificat de formateur (actuel brevet d'entraîneur formateur de football), qui permet d'encadrer un centre de formation professionnel.
Pour la saison 2001-2002 il est entraîneur adjoint de Victor Zvunka, toujours à Laval. En décembre 2001 il suit la formation au diplôme de préparateur physique, dispensée à Clairefontaine. La saison suivante, en parallèle de son rôle d'adjoint, il est responsable de l'équipe des 18 ans du club Tango, qui atteint les quarts de finale de la Coupe Gambardella après avoir éliminé le Paris SG et Lille. En 2003 il est uniquement entraîneur adjoint de l'équipe première, pendant une saison.
Revenu dans son club formateur en 2005, il occupe d'abord des postes au sein de la préformation puis devient à partir de 2012 entraîneur des U19 de l'Olympique lyonnais (entraîneur principal depuis la saison 2015-2016). En 2017-2018 il est entraîneur adjoint de la catégorie U16 du club.
En 2019 il est nommé entraîneur de l'équipe de futsal de l'Olympique lyonnais, nouvellement créée.

## Palmarès

### En club
- Champion de France de Division 2 en 1989 avec l'Olympique lyonnais
- Vainqueur de la Coupe de la Ligue en 1992 avec le Montpellier HSC

### En sélection
- Champion d'Europe en 1983 avec l'équipe de France junior

## Statistiques
- 39 matches en Division 1
- 358 matches et 34 buts en Division 2